# Listă de monarhi ai Neapolelui
Ceea ce urmează este o listă a conducătorilor din Regatul Neapolelui, de la prima sa separare de Regatul Siciliei până la reunirea cu acesta în cadrul Regatului celor Două Sicilii.
| Portretul | Numele (Anii de viață)                       | Perioada de domnie                         | Căsătorit cu: | Observații |
| --- | -------------------------------------------- | ------------------------------------------ | --- | --- |
| Casa de Anjou (1266-1382) |                                              |                                            | | |
| Charles I | Carol I (1226-1285)                          | 1266 - 7 ianuarie 1285                     | Beatrice de Provence (31 ianuarie 1246) șapte copii Margareta de Burgundia (18 noiembrie 1268) un copil | fiul regelui Ludovic al VIII-lea al Franței. A obținut coroana Siciliei ca fief papal și prin dreptul de cucerire de la dinastia Hohenstaufen |
| Charles II | Carol al II-lea (1254-1309)                  | 7 ianuarie 1285 - 5 mai 1309               | Maria de Ungaria (1270) 14 copii | fiul lui Carol I. |
| Robert | Robert (1277-1343)                           | 5 mai 1309 - 20 ianuarie 1343              | Iolanda de Aragon doi copii Sancha de Majorca (iulie 1304) fără copii | fiul lui Carol al II-lea. Moștenitor al coroanei în absența nepotului lui de frate, Carol Martel, care era preocupat să pretindă coroana Ungariei. |
| Joanna I | Ioana I (1328-1382)                          | 20 ianuarie 1343 - 12 mai 1382             | Andrei de Calabria (1334) un copil Ludovic de Taranto (20 august 1346) doi copii Iacob al IV-lea de Majorca (26 septembrie 1363) fără copii Otto de Braunschweig-Grubenhagen (25 septembrie 1376) fără copii | fiică a lui Carol de Calabria. moștenitoare a coroanei de la bunicul ei Robert. detronată de către papa Urban al VI-lea în 1381, coroana fiind obținută de vărulei, ducele Carol de Durazzo, iar Ioana murind strangulată în închisoare. |
| | Ludovic I (1320-1362)                        | 1352- 26 mai 1362                          | Ioana I a Neapolelui (1334) doi copii | Soț al Ioan I și nepot al lui Carol al II-lea. duce de Taranto proclamat rege jure uxoris. |
| Casa de Anjou-Durazzo (1382-1435) |                                              |                                            | | |
| Charles III | Carol al III-lea (1345-1386)                 | 12 mai 1382 – 24 februarie 1386            | Margareta de Durazzo (februarie 1369) trei copii | fiul lui Ludovic de Durazzo, strănepot al lui Carol al II-lea și fiu adoptat de către Ioana I. cuceritor al coroanei de la Ioana, care este strangulată în închisoare. Domnia sa contestată de către Ludovic de Tarent. Moștenind Ungaria, el a fost în cele din urmă asasinat la Visegrád. |
| Charles II | Ladislau (1377-1414)                         | 24 februarie 1386 -1389 1399-6 august 1414 | Constanța de Clermont (1390) fără copii Maria de Lusignan (12 februarie 1403) fără copii Maria d'Enghien (1406) fără copii                                                                                   | fiul lui Carol al III-lea. A fost alungat de la conducerea regatului de către Ludovic al II-lea |
| Casa de Valois-Anjou (1389-1399/1435-1442) |                                              |                                            | | |
| Domnia ramurii de Durazzo a Angevinilor a fost contestată, dat fiind că Ioana I îl numise pe Ludovic I de Anjou ca moștenitor al ei. Ducii de Anjou au condus câteva expediții militare în regat și au ajuns la un acord cu casa de Durazzo în 1426, care le-a succedat în 1435.  |                                              |                                            | | |
| Louis II | Ludovic al II-lea (1377-1417)                | 1389 - 1399                                | Iolanda de Aragon (1400) cinci copii | Fiul lui Ludovic I. A continuat pretențiile tatălui său și l-a alungat pe Ladislau din Napoli în 1389. A fost la rândul său alungat în 1399. |
| Casa de Anjou-Durazzo (1266-1382) |                                              |                                            | | |
| Joanna II | Ioana a II-a (1373-1435)                     | 6 august 1414 - 2 februarie 1435           | Wilhelm de Austria fără copii Iacob al II-lea de La Marche (1415) fără copii | fiica lui Carol al III-lea |
| Casa de Valois-Anjou (1389-1399/1435-1442) |                                              |                                            | | |
| René | René I (1409-1480)                           | 2 februarie 1435 - 1442                    | Isabela de Lorena (1420) zece copii Ioana de Laval (10 septembrie 1454) fără copii | fiul lui Ludovic al II-lea. După moartea fratelui său, a fost recunoscut ca moștenitor de către Ioana a II-a și a succedat acesteia după moartea ei. Domnia sa a fost contestată de către Alfonso de Aragon, pe care Ioana a II-a îl numise anterior ca moștenitor și care a cucerit regatul în 1442, constrângându-l pe René să fugă. După moartea lui René, pretenția asupra Neapolelui a fost preluată fie de către nepotul său, René al II-lea de Lorena, fie de către nepotul de frate, Carol al IV-lea de Anjou, care a murit în 1481, lăsând pretențiile pe seama regelui Ludovic al XI-lea al Franței. |
| Casa de Trastámara (1442-1501) |                                              |                                            | | |
| Alfonso | Alfonso I (1396-1458)                        | 2 iunie 1442 - 27 iunie 1458               | Maria de Castilia (1415) fără copii | fiul lui Ferdinand I al Aragonului. A fost numit moștenitor de către Ioana a II-a din 1421, în timpul conflictului ei cu Ludovic al III-lea și și-a menținut pretențiile și după ce s-a certat cu Ioana în 1423. El a invadat regatul în 1436 și l-a forțat pe René să fugă în 1442. |
| Ferrante I | Ferdinand I (Ferrante) (1423-1494)           | 27 iunie 1458 - 25 ianuarie 1494           | Isabela de Taranto (1444) șase copii Ioana de Aragon (14 septembrie 1476) doi copii | fiu ilegitim al lui Alfonso I cu Iraldona Carlino. Numit moștenitor în testamentul tatălui său Din cauza ilegitimității nașterii sale, pretenția sa a fost controversată și contestată de fiul lui René, Ioan al II-lea de Lorena 1460-1464 și de regele Carol al VIII-lea al Franței, care a reluat pretențiile angevine, după 1493. |
| Alfonso II | Alfonso al II-lea (1448-1495)                | 25 ianuarie 1494 - ianuarie 1495           | Ippolita Maria Sforza (10 octombrie 1465) trei copii Trogia Gazzela doi copii | fiul lui Ferdinand I. A abdicat în fața invaziei regelui Carol al VIII-lea al Franței și s-a retras într-o mpnpstire, unde a murit în decembrie 1495. |
| Ferdinand II | Ferdinand al II-lea (Ferrantino) (1469-1496) | ianuarie 1495 - 7 septembrie 1496          | Ioana de Neapole (1496) fără copii | fiul lui Alfonso al II-lea. Domnia sa a fost contestată de regele Carol al VIII-lea al Franței. |
| Frederick IV | Frederic (1452-1504)                         | 7 septembrie 1496 - 1501                   | Ana de Savoia (11 septembrie 1478) un copil Isabela del Balzo (28 noiembrie 1486) cinci copii | fiul lui Ferdinand I. Regatul a fost cucerit de către regii Ludovic al XII-lea al Franței și Ferdinand al II-lea al Aragonului, iar Frederic a murit în exil la Tours. |
| Stăpânirea franceză (1501-1504) |                                              |                                            | | |
| Louis XII | Ludovic al III-lea (1462-1515)               | 1501-1504                                  | Ioana de Berry (8 septembrie 1476) fără copii Ana de Bretania (8 ianuarie 1499) patru copii Maria Tudor (9 octombrie 1514) fără copii                                                                        | Preluând pretențiile Angevine, a cucerit regatul, însă a fost nevoit să îl abandoneze fostului aliat, regele Ferdinand al Aragonului după bătălia de la Garigliano din 1503. Succesorii săi au continuat să emită pretenții asupra regatului până în 1559. |
| Casa de Trastamara (1504-1516) |                                              |                                            | | |
| Ferdinand III | Ferdinand al III-lea (1452-1516)             | 1504 - 23 ianuarie 1516                    | Isabela I a Castiliei (19 octombrie 1469) cinci copii Germaine de Foix (1505) fără copii | fiul regelui Ioan al II-lea al Aragonului. A cucerit regatul ca urmare a bătăliei de la Garigliano. |
| Joanna | Ioana a III-a (1479-1555)                    | 23 ianuarie 1516 - 12 aprilie 1555         | Filip de Austria (1496) șase copii | fiica lui Ferdinand al III-lea. Nefiind în capacitatea de conduce din cauza instabilității mentale, domnia a fost exercitată de către fiul ei, Carol, iar apoi de nepotul său, Filip. |
| Casa de Habsburg (1516-1647) |                                              |                                            | | |
| Charles V | Carol al IV-lea (1500-1558)                  | 23 ianuarie 1516 - 25 iulie 1554           | Isabela a Portugaliei (10 martie 1526) trei copii | fiul lui Filip de Austria și al Ioana a III-a. also Împărat romano-german și rege al Spaniei, a condus regatul ca urmare a incapacității mamei sale. A cedat conducerea către fiul său, Filip în 1554. |
| Philip II | Filip I (1527-1598)                          | 25 iulie 1554 - 13 septembrie 1598         | Maria Manuela de Portugalia (1543) un copil Maria I a Angliei (1554) fără copii Elisabeta de Valois (1559) doi copii Ana de Austria (4 mai 1570) cinci copii                                                 | fiul lui Carol al IV-lea. |
| Philip III | Filip al II-lea (1578-1621)                  | 13 septembrie 1598 - 31 martie 1621        | Margareta de Austria (18 aprilie 1599) cinci copii | fiul lui Filip I |
| Philip IV | Filip al III-lea (1605-1665)                 | 31 martie 1621 - 1647                      | Elisabeta de Bourbon (1615) șapte copii Mariana de Austria (1649) cinci copii | fiul lui Filip al II-lea. Napolitanii s-a răsculat împotriva viceregilor spanioli, instituind Republica napolitană. |
| Republica napolitană (1647-1648) |                                              |                                            | | |
| Henry of Guise | Henric al II-lea de Guise (1614–1664)        | 22 octombrie 1647 - 5 aprilie 1648         | nicio căsătorie lipsită de controverse | Preluând pretențiile Angevine, Henric a fost numit doge al Republicii napolitane. El a fost capturat în timp ce Napoli era recucerit de către armata lui Filip al III-lea. |
| Casa de Habsburg (1647-1700) |                                              |                                            | | |
| Philip IV | Filip al III-lea (1605-1665)                 | 1648 - 17 septembrie 1665                  | Elisabeta de Bourbon (1615) șapte copii Mariana de Austria (1649) cinci copii | fiul lui Filip al II-lea. |
| Charles II | Carol al V-lea (1661-1700)                   | 17 septembrie 1665 - 1 noiembrie 1700      | Maria Luiza de Orléans (19 noiembrie 1679) fără copii Mariana de Neuburg (14 mai 1690) fără copii | fiul lui Filip al III-lea |
| Războiul Succesiunii Spaniole (1701—1714) |                                              |                                            | | |
| În timpul Războiului de succesiune la tronul Spaniei, coroana Neapolelui a fost contestată de către Filip de Anjou din Casa de Bourbon și de Carol de Austria din Casa de Habsburg. Războiul s-a încheiat cu tratatul de la Rastatt, care a acordat Neapole lui Carol de Austria. |                                              |                                            | | |
| Casa de Habsburg (1714-1734) |                                              |                                            | | |
| Charles VI | Carol al VI-lea (1685-1740)                  | 7 martie 1714 - 2 iunie 1734               | Elisabeta Cristina de Brunswick-Wolfenbüttel (1 august 1708) patru copii | fiul împăratului Leopold I. strănepot al lui Filip al II-lea și pretendent Habsburg la coroana Spaniei, el a cucerit Napoli în Războiul Succesiunii Spaniole, însă l-a pierdut în favoarea Spaniei în 1734, în timpul Războiului Succesiunii Polone. |
| Casa de Bourbon (1734-1799) |                                              |                                            | | |
| Charles VI | Carol al VII-lea (1716-1788)                 | 2 iunie 1734 - 6 octombrie 1759            | Maria Amalia de Saxonia (1738) 13 copii | fiul lui Filip de Anjou. Armatele sale au cucerit Napoli în 1734, în timpul Războiului de succesiune la tronul Poloniei. În 1738, prin tratatul de la Viena, Neapole a fost recunoscut ca regat independent sub o ramură colaterală a Bourbonilor spanioli. |
| Ferdinand IV | Ferdinand al IV-lea (1751-1825)              | 6 octombrie 1759 - 23 ianuarie 1799        | Maria Carolina de Austria (12 mai 1768) 17 copii Lucia Migliaccio (27 noiembrie 1814) fără copii | fiul lui Carol al VII-lea. Confruntat cu invazia franceză, care a instaurat Republica Parthenopaeană. |
| Republica Parthenopaeană (1799) |                                              |                                            | | |
| Parthenopaean Republic | Directory                                    | 23 January 1799 – 13 June 1799             | | Instituită de armata franceză revoluționară, însă încheiată în urma unei contrarevoluții țărănești. |
| Casa de Bourbon (1799-1806) |                                              |                                            | | |
| Ferdinand IV | Ferdinand al IV-lea (1751-1825)              | 13 iunie 1799 - 30 martie 1806             | Maria Carolina de Austria (12 mai 1768) 17 copii Lucia Migliaccio (27 noiembrie 1814) fără copii | fiul lui Carol al VII-lea. restaurat după desființarea Republicii Parthenopaeene. |
| Napoleon I al Franței (1806-1815) |                                              |                                            | | |
| Joseph I | Iosif I (1768-1844)                          | 30 martie 1806 - 8 iulie 1808              | Julie Clary (1 august 1794) trei copii | fiul lui Carlo Buonaparte. Instalat de către fratele său Napoleon Bonaparte ca rege al Neapolelui, ulterior înlocuit cu cumnatul său, Joachim Murat. |
| Joachim I | Ioachim I (1767-1815)                        | 1 august 1808 - 22 mai 1815                | Caroline Bonaparte (1 august 1794) trei copii | Fiul lui Pierre Murat-Jordy. Instalat de către cumnatul său Napoleon I ca rege al Neapolelui. Depus și executat la Pizzo, Calabria după Cele o sută de zile. |
| Casa de Bourbon (1815-1816) |                                              |                                            | | |
| Ferdinand IV | Ferdinand al IV-lea (1751-1825)              | 22 mai 1815 - 8 decembrie 1816             | Maria Carolina de Austria (12 mai 1768) 17 copii Lucia Migliaccio (27 noiembrie 1814) fără copii | Fiul lui Carol al VII-lea. Restaurat la conducerea regatului după sfârșitul lui Joachim Murat. A unit Regatul Neapolelui cu cel al Siciliei în Regatul celor Două Sicilii creat în 1816, luând noul titlu de Ferdinand I, rege al Celor două Sicilii. |